# ورکش (طالقان)
ورکش، روستایی از توابع بخش مرکزی شهرستان طالقان در استان البرز ایران است. این روستا در دهستان میان‌طالقان واقع شده‌است.
این روستا از روستاهای شهرستان طالقان است که دارای غار تاریخی (غار تاریخی ویا)، قبرستان قدیمی و … می‌باشد.
این روستا  شامل رود و باغ‌ها و مزارع فراوانی است.
در این روستا جاده‌ای در حال احداث می‌باشد که به هشتگرد متصل می‌شود و تا سال‌های پیش رو جاده جدید و اصلی شهرستان طالقان می‌شود.
روستای ورکش شامل محله‌های زیادی از قبیل:چَله گاهره، محله، علی‌آباد، سگرانچال، رضا چال، جیرمحله.
اسامی سایر مناطق روستای ورکش : خلی زر، زرده گاهره، ورکش نو، پنجل تپه، دُروان، کَمَر، کوَریش، سنغر، باغان، تنگه و….

## کتاب‌ها
حکایت «دِهِ ما» نوشته عباسعلی قدسی که درقالب شعر به ضمیمه تصاویری از گذشته ورکش می‌باشد.

## جمعیت
این روستا در دهستان میان طالقان قرار دارد و براساس سرشماری مرکز آمار ایران در سال ۱۳۸۵، جمعیت آن ۲۵۸ نفر (۸۲خانوار) بوده‌است.

## زبان
تاتی زبان مردم این دیار است.

## محصولاتکشاورزی
گندم، جو، سیب زمینی، لوبیا، سیر، عدس، نخود و …سیب، آلبالو، گیلاس، زردآلو، گوجه سبز، گلابی، گردو، شلیل و …

## صنایع دستی
درحال حاضر هیچ گونه صنایع دستی در این روستا تولید نمی گرددودر قدیم صنایع دستی از قبیل 
گلیم بافی، قالی بافی، جاجیم بافی و...درحد رفع احتیاجات خود مردم روستا  بوده است (که همه در زمان قدیم انجام داده می‌شد.)

## اماکن تاریخی
غار ویا: که یکی از قدیمی‌ترین غارها به‌شمار می‌رود و درون غار سه راه است که به دلایلی به دلیل ریزش مسدود شده‌است!
البته اواسط غار مسدود شده‌است و حدود نیمی از آن باز است و دارای دو درب ورودی می‌باشد.
قبرستان‌های قدیمی : که در قسمت خلی زر واقع شده‌اند و نمونه‌هایی از سنگ‌های قبرِ بسیار بسیار قدیمی در آن موجود است که دارای نوشته می‌باشد و تاریخ آن به قبل از میلاد حضرت مسیح (ع) و به احتمال فراوان به دوره اشکانیان بازمی‌گردد.